# اللجنة الشعبية لكوريا الشمالية
كانت اللجنة الشعبية لكوريا الشمالية (بالهانغل: 북조선 인민 위원회) حكومةٌ مؤقتة تحكم الجزء الشمالي من شبه الجزيرة الكورية من عام 1947 حتى عام 1948.
لقد تأسست في 21 فبراير 1947 كخليفة للحكومة المؤقتة الفعلية للجنة الشعبية المؤقتة لكوريا الشمالية، وكانت الحكومة المؤقتة مؤيدة للسوفييت والآيديولوجية الشيوعية. كانت تعمل إلى جانب مع الإدارة المدنية السوفيتية، التي عملت في دور استشاري للحكومة المؤقتة. أشرفت اللجنة على الانتقال نحو الدولة الشيوعية في شمال كوريا، المحتلة من قبل السوفيت، والمعروفة باسم جمهورية كوريا الشعبية الديمقراطية، والتي تأسست في 9 سبتمبر 1948.

## المنظمة
تم تنظيم اللجنة الشعبية لكوريا الشمالية خلال الدورة الأولى لمجلس الشعب في كوريا الشمالية الذي عقد في 21 و22 فبراير 1947. قررت الجلسة نقل سلطة اللجنة اللجنة الشعبية المؤقتة لكوريا الشمالية إلى اللجنة الشعبية لكوريا الشمالية، وانتخبت كم إل سونغ رئيسا لها بناء على اقتراح من رئيس الجبهة الوطنية الديمقراطية الموحدة تشوي يونغ غون.
أذن مجلس الشعب لكم إل سونغ بتنظيم اللجنة الشعبية.
| المنصب                 | الاسم          | الانتماء                     |
| ---------------------- | -------------- | ---------------------------- |
| رئيس                   | كم إل سونغ     | حزب العمال في كوريا الشمالية |
| نواب الرئيس            | كيم تشيك       | حزب العمال في كوريا الشمالية |
| نواب الرئيس            | هونغ كي جو     | الحزب الديمقراطي             |
| أمين عام               | هان بيونج أوك  | حزب العمال في كوريا الشمالية |
| قسم التخطيط            | جونغ جون تيك   | حزب العمال في كوريا الشمالية |
| قسم الصناعة            | ري مون هوان    | مستقل                        |
| دائرة الشؤون الداخلية  | باك إل يو      | حزب العمال في كوريا الشمالية |
| قسم الشؤون الخارجية    | ري كانغ جوك    | حزب العمال في كوريا الجنوبية |
| قسم المالية            | ري بونغ سو     | حزب العمال في كوريا الشمالية |
| قسم النقل              | هو نام هوي     | مستقل                        |
| دائرة الزراعة والغابات | ري سون غون     | حزب العمال في كوريا الشمالية |
| دائرة الخدمات البريدية | جو هوانج سوب   | حزب Chondoist Chongu         |
| وزارة التجارة          | جانغ سي يو     | حزب العمال في كوريا الشمالية |
| وزارة الصحة            | ري تونغ يونغ   | الحزب الديمقراطي             |
| قسم التربية            | هان سول يا     | حزب العمال في كوريا الشمالية |
| إدارة العمل            | يا كي سوب      | حزب العمال في كوريا الشمالية |
| قسم العدل              | تشوي يونغ دال  | حزب العمال في كوريا الشمالية |
| دائرة الرقابة العامة   | تشوي تشانغ إيك | حزب العمال في كوريا الشمالية |
| المكتب التنفيذي        | جانغ جونغ سيك  | حزب العمال في كوريا الشمالية |
| مكتب الدعاية           | هو جونغ سوك    | حزب العمال في كوريا الشمالية |
| مكتب السياسات الغذائية | سونغ بونغ-أوك  | حزب العمال في كوريا الشمالية |
| مكتب الشؤون العامة     | كيم جونغ جو    | حزب Chondoist Chongu         |

## الحل
أُعلنت جمهورية كوريا الشعبية الديمقراطية في 9 سبتمبر 1948، مما أدى إلى حل الحكومة المؤقتة فعليًا. غادرت القوات السوفيتية من كوريا الشمالية في عام 1948.